# Баррер, Грегуар
Грегуа́р Барре́р (фр. Gregoire Barrere, род. 16 февраля 1994 года, Шарантон-ле-Пон, Франция) — французский профессиональный теннисист.

## Биография
Родился 16 февраля 1994 года в Шарентоне-ле-Понте (Франция). Мать спортсмена зовут Сильвия, отца - Алан. У него есть братья Виктор и Жюльен, а также сестра Элеонор. Начал играть в возрасте пяти лет. Сейчас проживает в Булоне.
Своим любимым покрытием игрок называет хард, ударом - бэкхенд, турниром - Уимблдон, а кумиром детства - Марата Сафина и Поля-Анри Матье. Любит футбол, болеет за ПСЖ.

## Спортивная карьера
Баррер в основном принимает участие в соревнованиях ITF Future Tour. Он выиграл шесть титулов в одиночном и столько же в парном разряде.
Он дебютировал на турнирах Большого шлема на Открытом чемпионате Франции 2016 года, где получил wildcard и проиграл Давиду Гоффину в первом раунде. В 2018 году он вновь получил особое приглашение на турнир Открытый чемпионат Франции 2018 года, где опять проиграл в первом раунде после того, как вёл в 2-х сетах. В 2019 году он достиг второго раунда и проиграл в 4 сетах 10-му сеяному Карену Хачанову. В 2019 году ему удалось квалифицироваться во второй раунд 3-х турниров Большого Шлема (Открытый чемпионат Франции, Уимблдон и Открытый чемпионат США) и участвовать в основных сетках турниров ATP 250.
В 2020 году на Открытом чемпионате Австралии преодолел барьер первого круга, но уступил во втором аргентинцу Гидо Пелье.

## Рейтинг на конец года
| Год  | Одиночный рейтинг | Парный рейтинг |
| 2019 | 82                | 222            |
| 2018 | 163               | 516            |
| 2017 | 624               | 383            |
| 2016 | 247               | 239            |

## Выступления на турнирах
Финалы турниров ATP в одиночном разряде (0)
| Легенда                    |
| -------------------------- |
| Турниры Большого шлема (0) |
| Финал АТР-тура (0)         |
| Олимпиада (0)              |
| ATP Мастерс 1000 (0)       |
| АТР 500 (0)                |
| АТР 250 (0)                |

| Титулы по покрытиям | Титулы по месту проведения матчей турнира |
| ------------------- | ----------------------------------------- |
| Хард (0)            | Зал (0)                                   |
| Грунт (0+0)         | Зал (0)                                   |
| Трава (0)           | Открытый воздух (0+0)                     |
| Ковёр (0)           | Открытый воздух (0+0)                     |

| № | Дата | Турнир | Покрытие | Соперник в финале | Счёт |

Финалы турниров ATP в парном разряде (0)
| № | Дата | Турнир | Покрытие | Партнёр | Соперники в финале | Счёт |